# Max Bolleman
Max Bolleman (* 1944 in Venlo) ist ein niederländischer Jazzmusiker (Schlagzeug), Tontechniker und Musikproduzent.

## Leben und Wirken
Bolleman wuchs in Amsterdam auf und begann mit 15 Jahren Schlagzeug zu spielen. Er schloss sich einer Band an und lernte Louis van Dijk kennen, mit dem er 1963 durch die Vereinigten Staaten reiste. 1965 gewann er im Quintett des Altsaxophonisten Joop van Enkhuizen den Loosdrechts Jazzconcours. Er wurde Mitglied im Quartett von Harry Verbeke, mit dem zwei Alben entstanden. Anfang der siebziger Jahre gründete er das Quartett Suite 4 mit dem Flötisten Ronald Snijders und dem Pianisten Rob van den Broeck. Außerdem gehörte er zu den Bands von Fred Leeflang und von Burton Greene, mit dem er auf dem Album Lady Bug Dance (1981) zu hören ist. Weiterhin begleitete er Clark Terry, Cannonball Adderley, Bud Powell, Curtis Fuller, René Thomas, Clifford Jordan, Joe Farrell und Don Byas.
Bolleman zog 1981 als Augenoptiker nach Monster bei Den Haag; zunächst als Hobby eröffnete er sein eigenes Tonstudio hinter seinem Haus. Dessen Akustik und Aufnahmetechnik zog viele Jazzmusiker, zunächst aus den Niederlanden, an. Bald nahm er regelmäßig für Wim Wigts Label Timeless Records auf. Gerry Teekens wählte ihn aus, um Warne Marsh für Criss Cross Jazz aufzunehmen. Er konzentrierte sich ab 1986 alleine auf die Arbeit in seinem Studio 44 und nahm Alben mit Größen wie Johnny Coles, Dizzy Gillespie, Joe Henderson, Chet Baker, Freddie Hubbard, Brad Mehldau, Wynton Marsalis, George Adams/Don Pullen, Art Blakey, Elvin Jones, Philly Joe Jones und McCoy Tyner auf. Mehrfach arbeitete er mit Rudy Van Gelder zusammen, den er kennenlernte, nachdem er 30.000 $ als Produktionsmittel in USA schmuggelte, um dort die Timeless All Stars aufnehmen zu lassen.
Bolleman erhielt 1989 den Exportpreis der niederländischen Regierung. Insgesamt verantwortete er mehr als 1500 Jazzproduktionen.
2009 schloss Bolleman sein Studio 44 in Monster, nahm allerdings gelegentlich weiterhin auf. Er verfasste eine Autobiographie, die unter dem Titel I’m the Beat: De korte beentjes van Art Blakey (2015) erschien. Als Musiker spielte er noch mehrere eigene Aufnahmen mit dem Pianisten Rob van den Broeck ein: der Duo-CD Fantasy Factory (2011) folgten Sound Solutions (2013) im Trio mit dem deutschen Saxophonisten Gerd Dudek sowie ein drittes Album Impressive Impressions (2016) im Quartett mit Dudek, dem Keyboarder Jasper van’t Hof und dem belgischen Trompeter Carlo Nardozza.